# Митрополит Санкт-Петербургский и Ладожский
Митрополи́т Санкт-Петербу́ргский и Ла́дожский — титул правящего архиерея Санкт-Петербургской епархии и главы Санкт-Петербургской митрополии. Митрополит, занимающий эту кафедру, как правило, является постоянным членом Священного Синода РПЦ.
Современный полный титул: Высокопреосвященный митрополит Санкт-Петербургский и Ладожский и Свято-Троицкия Александро-Невския Лавры священно-архимандрит.

## История
За весь период существования епархии титул епархиального архиерея неоднократно изменялся, что, чаще всего, было связано с увеличением или, наоборот, уменьшением церковной области, находившейся под его управлением. В нынешнем виде титул впервые появился в 1892 году, с назначением на кафедру Палладия Раева. Постоянно сан митрополита Санкт-Петербургские архиереи стали получать лишь с начала XIX века. Митрополичий статус церковная область получила в связи с включением в её состав древней новгородской кафедры.
С 12 марта 2013 года Санкт-Петербургская епархия было ограничена административными границами Санкт-Петербурга. Однако поскольку правящий архиерей епархии одновременно глава новообразованной Санкт-Петербургской митрополии, его сан и титул сохраняются. Второй город, входящий в титул митрополита (Новая Ладога), оказался на территории вновь выделенной епархии митрополии — Тихвинской, однако приходы на его территории продолжают относиться к Санкт-Петербургской епархии.

## Список правящих архиереев епархии и их титулов
| Номер п.п. | Даты                                                    | Архиерей                                                                   | Архиерей                                                     | Титул и период его использования                   | Титул и период его использования                    |
| ---------- | ------------------------------------------------------- | -------------------------------------------------------------------------- | ------------------------------------------------------------ | -------------------------------------------------- | --------------------------------------------------- |
| 1          | 1 (12) сентября 1742 — 2 (13) февраля 1745              | епископ Никодим (Скребницкий) (конец XVII века — 1751)                     |                                                              | Санкт-Петербургский и Шлиссельбургский             | 1 (12) сентября 1742 — 22 сентября (3 октября) 1770 |
| 2          | 10 (22) марта 1745 — 22 апреля (3 мая) 1750             | архиепископ Феодосий (Янковский) (1696—1750)                               |                                                              | Санкт-Петербургский и Шлиссельбургский             | 1 (12) сентября 1742 — 22 сентября (3 октября) 1770 |
| 3          | 25 апреля (6 мая) 1750 — 17 (28) апреля 1761            | епископ (с 1750 — архиепископ) Сильвестр (Кулябка) (1701—1761)             |                                                              | Санкт-Петербургский и Шлиссельбургский             | 1 (12) сентября 1742 — 22 сентября (3 октября) 1770 |
| 4          | 15 (26) сентября 1761 — 26 июля (6 августа) 1762        | архиепископ Вениамин (Пуцек-Григорович) (1706—1785)                        |                                                              | Санкт-Петербургский и Шлиссельбургский             | 1 (12) сентября 1742 — 22 сентября (3 октября) 1770 |
| 5          | 26 июля (6 августа) 1762 — 22 сентября (3 октября) 1770 | архиепископ Гавриил (Кременецкий) (1708—1783)                              |                                                              | Санкт-Петербургский и Шлиссельбургский             | 1 (12) сентября 1742 — 22 сентября (3 октября) 1770 |
| 6          | 22 сентября (3 октября) 1770 — 16 (27) октября 1799     | митрополит (до 1783 — архиепископ) Гавриил (Петров-Шапошников) (1730—1801) |                                                              | Санкт-Петербургский и Ревельский                   | 22 сентября (3 октября) 1770 — 1 (12) января 1775   |
| 6          | 22 сентября (3 октября) 1770 — 16 (27) октября 1799     | митрополит (до 1783 — архиепископ) Гавриил (Петров-Шапошников) (1730—1801) | Новгородский и Санкт-Петербургский                           | 1 (12) января 1775 — 16 (27) октября 1799          |                                                     |
| 7          | 16 (27) октября 1799 — 26 марта (7 апреля) 1818         | митрополит (до 1801 — архиепископ) Амвросий (Подобедов) (1742—1818)        |                                                              | Санкт-Петербургский, Эстляндский и Выборгский      | 16 (27) октября 1799 — 19 (30) декабря 1800         |
| 7          | 16 (27) октября 1799 — 26 марта (7 апреля) 1818         | митрополит (до 1801 — архиепископ) Амвросий (Подобедов) (1742—1818)        | Новгородский, Санкт-Петербургский, Эстляндский и Выборгский  | 19 (30) декабря 1800 — 4 (16) декабря 1803         |                                                     |
| 7          | 16 (27) октября 1799 — 26 марта (7 апреля) 1818         | митрополит (до 1801 — архиепископ) Амвросий (Подобедов) (1742—1818)        | Новгородский, Санкт-Петербургский, Эстляндский и Финляндский | 4 (16) декабря 1803 — 26 марта (7 апреля) 1818     |                                                     |
| 8          | 26 марта (7 апреля) 1818 — 24 марта (5 апреля) 1821     | митрополит Михаил (Десницкий) (1762—1821)                                  |                                                              | Санкт-Петербургский, Эстляндский и Финляндский     | 26 марта (7 апреля) — 25 июня (7 июля) 1818         |
| 8          | 26 марта (7 апреля) 1818 — 24 марта (5 апреля) 1821     | митрополит Михаил (Десницкий) (1762—1821)                                  | Новгородский, Санкт-Петербургский, Эстляндский и Финляндский | 25 июня (7 июля) 1818 — 4 (16) ноября 1848         |                                                     |
| 9          | 26 марта (7 апреля) 1821 — 17 (29) января 1843          | митрополит Серафим (Глаголевский) (1757—1843)                              | Новгородский, Санкт-Петербургский, Эстляндский и Финляндский | 25 июня (7 июля) 1818 — 4 (16) ноября 1848         |                                                     |
| 10         | 17 (29) января 1843 — 4 (16) ноября 1848                | митрополит Антоний (Рафальский) (1789—1848)                                | Новгородский, Санкт-Петербургский, Эстляндский и Финляндский | 25 июня (7 июля) 1818 — 4 (16) ноября 1848         |                                                     |
| 11         | 4 (16) ноября 1848 — 17 (29) сентября 1856              | митрополит Никанор (Клементьевский) (1787—1856)                            |                                                              | Санкт-Петербургский, Эстляндский и Финляндский     | 4 (16) ноября — 20 ноября (2 декабря) 1848          |
| 11         | 4 (16) ноября 1848 — 17 (29) сентября 1856              | митрополит Никанор (Клементьевский) (1787—1856)                            | Новгородский, Санкт-Петербургский, Эстляндский и Финляндский | 20 ноября (2 декабря) 1848 — 24 июня (6 июля) 1865 |                                                     |
| в/у        | 17 (29) сентября — 1 (13) октября 1856                  | епископ Ревельский Платон (Фивейский) (1809—1877)                          | Новгородский, Санкт-Петербургский, Эстляндский и Финляндский | 20 ноября (2 декабря) 1848 — 24 июня (6 июля) 1865 |                                                     |
| 12         | 1 (13) октября 1856 — 17 (29) июня 1860                 | митрополит Григорий (Постников) (1784—1860)                                | Новгородский, Санкт-Петербургский, Эстляндский и Финляндский | 20 ноября (2 декабря) 1848 — 24 июня (6 июля) 1865 |                                                     |
| в/у        | 17 (29) июня — 1 (13) июля 1860                         | епископ Ревельский Леонтий (Лебединский) (1822—1893)                       | Новгородский, Санкт-Петербургский, Эстляндский и Финляндский | 20 ноября (2 декабря) 1848 — 24 июня (6 июля) 1865 |                                                     |
| 13         | 1 (13) июля 1860 — 7 (19) сентября 1892                 | митрополит Исидор (Никольский) (1799—1892)                                 | Новгородский, Санкт-Петербургский, Эстляндский и Финляндский | 20 ноября (2 декабря) 1848 — 24 июня (6 июля) 1865 |                                                     |
| 13         | 1 (13) июля 1860 — 7 (19) сентября 1892                 | митрополит Исидор (Никольский) (1799—1892)                                 | Новгородский, Санкт-Петербургский и Финляндский              | 24 июня (6 июля) 1865 — 7 (19) сентября 1892       |                                                     |
| в/у        | 7 (19) сентября — 18 (30) октября 1892                  | епископ Выборгский Антоний (Вадковский) (1846—1912)                        |                                                              | Санкт-Петербургский и Финляндский                  | 7 (19) сентября — 18 (30) октября 1892              |
| 14         | 18 (30) октября 1892 — 5 (17) декабря 1898              | митрополит Палладий (Раев) (1827—1898)                                     |                                                              | Санкт-Петербургский и Ладожский                    | 18 (30) октября 1892 — 19 августа (1 сентября) 1914 |
| в/у        | 1 (13) октября — 25 декабря 1898 (6 января 1899)        | епископ Нарвский Иоанн (Кратиров) (1839—1909)                              |                                                              | Санкт-Петербургский и Ладожский                    | 18 (30) октября 1892 — 19 августа (1 сентября) 1914 |
| 15         | 25 декабря 1898 (6 января 1899) — 2 (15) ноября 1912    | митрополит Антоний (Вадковский) (1846—1912)                                |                                                              | Санкт-Петербургский и Ладожский                    | 18 (30) октября 1892 — 19 августа (1 сентября) 1914 |
| в/у        | 2 (15) ноября — 23 ноября (6 декабря) 1912              | епископ Нарвский Никандр (Феноменов) (1872—1933)                           |                                                              | Санкт-Петербургский и Ладожский                    | 18 (30) октября 1892 — 19 августа (1 сентября) 1914 |
| 16         | 23 ноября (6 декабря) 1912 — 23 ноября (6 декабря) 1915 | митрополит Владимир (Богоявленский) (1848—1918)                            |                                                              | Санкт-Петербургский и Ладожский                    | 18 (30) октября 1892 — 19 августа (1 сентября) 1914 |
| 16         | 23 ноября (6 декабря) 1912 — 23 ноября (6 декабря) 1915 | митрополит Владимир (Богоявленский) (1848—1918)                            | Петроградский и Ладожский                                    | 19 августа (1 сентября) 1914 — 17 (30) июня 1917   |                                                     |
| 17         | 23 ноября (6 декабря) 1915 — 6 (19) марта 1917          | митрополит Питирим (Окнов) (1858—1920)                                     | Петроградский и Ладожский                                    | 19 августа (1 сентября) 1914 — 17 (30) июня 1917   |                                                     |
| 18         | 6 (19) марта 1917 — 12 августа 1922                     | митрополит Вениамин (Казанский) (1873—1922)                                | Петроградский и Ладожский                                    | 19 августа (1 сентября) 1914 — 17 (30) июня 1917   |                                                     |
| 18         | 6 (19) марта 1917 — 12 августа 1922                     | митрополит Вениамин (Казанский) (1873—1922)                                | Петроградский и Гдовский                                     | 17 (30) июня 1917—1924                             |                                                     |
| в/у        | 3 августа — осень 1923                                  | епископ Алатырский Гурий (Степанов) (1880—1938)                            | Петроградский и Гдовский                                     | 17 (30) июня 1917—1924                             |                                                     |
| 19         | 2 ноября — 8 ноября 1923                                | архиепископ Феодор (Поздеевский) (1876—1937)                               | Петроградский и Гдовский                                     | 17 (30) июня 1917—1924                             |                                                     |
| в/у        | 23 сентября 1923 — 15 февраля 1924                      | епископ Лужский Мануил (Лемешевский) (1884—1968)                           | Петроградский и Гдовский                                     | 17 (30) июня 1917—1924                             |                                                     |
| в/у        | 23 сентября 1923 — 15 февраля 1924                      | епископ Лужский Мануил (Лемешевский) (1884—1968)                           | Ленинградский                                                | 1924—1928                                          |                                                     |
| в/у        | февраль 1924 — 18 декабря 1925                          | епископ Кронштадтский Венедикт (Плотников) (1872—1937)                     | Ленинградский                                                | 1924—1928                                          |                                                     |
| в/у        | декабрь 1925 — июнь 1926 года                           | епископ Шлиссельбургский Григорий (Лебедев) (1878—1937)                    | Ленинградский                                                | 1924—1928                                          |                                                     |
| в/у        | лето 1926 — 19 апреля 1927                              | епископ Кингисеппский Гавриил (Воеводин) (1869—1937)                       | Ленинградский                                                | 1924—1928                                          |                                                     |
| 20         | 26 августа 1926 — 13 сентября 1927                      | митрополит Иосиф (Петровых) (1872—1937)                                    | Ленинградский                                                | 1924—1928                                          |                                                     |
| в/у        | 17 сентября 1927 — февраль 1928                         | епископ Петергофский Николай (Ярушевич) (1892—1961)                        | Ленинградский                                                | 1924—1928                                          |                                                     |
| 21         | февраль 1928 — сентябрь 1933                            | митрополит Серафим (Чичагов) (1856—1937)                                   |                                                              | Ленинградский и Гдовский                           | 10 февраля 1928—1933                                |
| 22         | 18 октября 1933 — 4 февраля 1945                        | митрополит Алексий (Симанский) (1877—1970)                                 |                                                              | Ленинградский                                      | 5 октября 1933 — 10 декабря 1943                    |
| 22         | 18 октября 1933 — 4 февраля 1945                        | митрополит Алексий (Симанский) (1877—1970)                                 | Ленинградский и Новгородский                                 | 10 декабря 1943 — 1 января 1957                    |                                                     |
| 23         | 4 февраля 1945 — 5 ноября 1955                          | митрополит Григорий (Чуков) (1870—1955)                                    | Ленинградский и Новгородский                                 | 10 декабря 1943 — 1 января 1957                    |                                                     |
| 24         | 28 ноября 1955 — 27 марта 1959                          | митрополит Елевферий (Воронцов) (1892—1959)                                | Ленинградский и Новгородский                                 | 10 декабря 1943 — 1 января 1957                    |                                                     |
| 24         | 28 ноября 1955 — 27 марта 1959                          | митрополит Елевферий (Воронцов) (1892—1959)                                | Ленинградский и Ладожский                                    | 1 января 1957 — 7 октября 1967                     |                                                     |
| 25         | 21 апреля 1959 — 19 сентября 1960                       | митрополит Питирим (Свиридов) (1888—1963)                                  | Ленинградский и Ладожский                                    | 1 января 1957 — 7 октября 1967                     |                                                     |
| 26         | 19 сентября 1960 — 14 ноября 1961                       | митрополит Гурий (Егоров) (1891—1965)                                      | Ленинградский и Ладожский                                    | 1 января 1957 — 7 октября 1967                     |                                                     |
| 27         | 14 сентября 1961 — 9 октября 1963                       | митрополит Пимен (Извеков) (1910—1990)                                     | Ленинградский и Ладожский                                    | 1 января 1957 — 7 октября 1967                     |                                                     |
| 28         | 9 октября 1963 — 5 сентября 1978                        | митрополит Никодим (Ротов) (1929—1978)                                     | Ленинградский и Ладожский                                    | 1 января 1957 — 7 октября 1967                     |                                                     |
| 28         | 9 октября 1963 — 5 сентября 1978                        | митрополит Никодим (Ротов) (1929—1978)                                     | Ленинградский и Новгородский                                 | 7 октября 1967 — 20 июля 1990                      |                                                     |
| 29         | 10 октября 1978 — 29 мая 1986                           | митрополит Антоний (Мельников) (1924—1986)                                 | Ленинградский и Новгородский                                 | 7 октября 1967 — 20 июля 1990                      |                                                     |
| 30         | 29 июля 1986 — 20 июля 1990                             | митрополит Алексий (Ридигер) (1929—2008)                                   | Ленинградский и Новгородский                                 | 7 октября 1967 — 20 июля 1990                      |                                                     |
| 31         | 20 июля 1990 — 2 ноября 1995                            | митрополит Иоанн (Снычёв) (1927—1995)                                      |                                                              | Ленинградский и Ладожский                          | 20 июля 1990 — 25 сентября 1991                     |
| 31         | 20 июля 1990 — 2 ноября 1995                            | митрополит Иоанн (Снычёв) (1927—1995)                                      | Санкт-Петербургский и Ладожский                              | с 25 сентября 1991                                 |                                                     |
| в/у        | 3 ноября — 27 декабря 1995                              | епископ Тихвинский Симон (Гетя) (род. 1949)                                | Санкт-Петербургский и Ладожский                              | с 25 сентября 1991                                 |                                                     |
| 32         | 27 декабря 1995 — 19 марта 2014                         | митрополит Владимир (Котляров) (1929—2022)                                 | Санкт-Петербургский и Ладожский                              | с 25 сентября 1991                                 |                                                     |
| 33         | с 19 марта 2014                                         | митрополит Варсонофий (Судаков) (род. 1955)                                | Санкт-Петербургский и Ладожский                              | с 25 сентября 1991                                 |                                                     |